# Baltasar Porreño
Baltasar Porreño de Mora (Cuenca, 1569 - 1639), sacerdote, humanista e historiador español, sobrino del arquitecto Francisco de Mora y primo del también  arquitecto Juan Gómez de Mora.

## Biografía
Estudió en la Universidad Complutense, actualmente Universidad de Alcalá de Henares, donde se licenció en Teología el 15 de diciembre de 1587. Entre sus maestros estuvo el jesuita toledano Jerónimo Román de la Higuera, quien lo aficionó a los estudios históricos, pero también lo persuadió a confiar en los falsos cronicones. Tras ser ordenado sacerdote lo agregaron a la curia arciprestal de Córcoles y Sacedón, ejerciendo también como párroco de Paredes. Suplió al obispo de Cuenca Pedro Portocarrero, ausente largo tiempo de su sede por haber sido nombrado Inquisidor General, como vicario general de la diócesis apenas cumplidos los treinta años, y fue también su secretario y limosnero. A principios del XVII vivió en Huete como párroco-abad de la iglesia de San Esteban, en cuyo cometido recibió el 29 de febrero de 1604 al rey Felipe III, a quien luego biografiaría, ejerciendo también como exorcista. Volvió más tarde a Córcoles y Sacedón hasta los años veinte y ocupó también el cargo de visitador general del obispado.
Sus contemporáneos, entre otros Lope de Vega en el Laurel de Apolo, alaban su gran cultura; también es cierto que Porreño se añadió a la defensa de Lope en la famosa Spongia colectiva contra Pedro Torres Rámila; según el fénix, habría cultivado la poesía en latín y en castellano y destacó como orador. Poseía una rica biblioteca y escribió e imprimió numerosísimas obras de historia, de las que incluso quedaron muchas manuscritas e inéditas y otras se han perdido o andan descatalogadas. Su valor meramente documental es alto pese a que recurrió a veces a fuentes poco fiables y dio crédito a varias leyendas piadosas muy discutibles. En cuanto a su pensamiento, cabe decir que defendió los estatutos de limpieza de sangre y el patronato del apóstol Santiago.

## Obras
Fue un escritor fértil, del que han quedado unos veintisiete títulos. Destacan, en el terreno de la historia de la iglesia española, su Historia de los arzobispos de Toledo en tres volúmenes, escrita en los años de Huete, manuscrita y aún inédita; Elogios de los cardenales de España, Vida del cardenal don Pedro González de Mendoza y Elogio de los Infantes que han sido cardenales de Toledo.  También glosó la biografía de reyes y notables del pasado castellano: Dichos y hechos del rey don Felipe II (Sevilla, 1628; hay edición moderna de 1942), Dichos y hechos del señor don Felipe III (Madrid, 1723) e Historia del serenísimo señor don Juan de Austria (vol. 39 de los Bibliófilos Españoles). De contenido diverso son: Tratado de la venida de Santiago a España, Nobiliario, Defensa del estatuto de limpieza de sangre que estableció en la Iglesia de Toledo el arzobispo Silíceo o Museo de los reyes sabios que han tenido las naciones del orbe. De tema conquense son las desaparecidas Historia de Cuenca (compuesta en el quicio entre los siglos XVI y XVII), Historia de San Julián, obispo de Cuenca e Historia de los santuarios de Cuenca. Sí se conservan otras obras como Historia del santo rey don Alfonso el Bueno y Noble, Vida y hechos hazañosos del gran cardenal don Gil de Albornoz, arzobispo de Toledo (Cuenca, 1623), Declaración del mapa del obispado de Cuenca, Memoria de las cosas notables que tiene la ciudad de Cuenca y su obispado etc.